# Complesso monastico di San Mattia
Il Complesso monastico di San Mattia è una struttura conventuale della città di Battipaglia, in provincia di Salerno. Esso sorge nell'omonima frazione di San Mattia, situata a 4 km dalla cittadina.

## Storia
Nel periodo compreso tra il 1027 e il 1052 il principe Guaimario IV fece edificare la cappella di San Mattia sulla riva sinistra del Tusciano, lungo il quale erano presenti al tempo numerosi mulini. In un documento del 1053 si dice che il diacono Consilio fu il primo a ricevere il compito, da parte dell'abate Mirando, di amministrare la proprietà; inoltre tale documento sancisce che in questa struttura venivano accolti tutti coloro che volevano abitarvi. La cappella principesca ha certamente come scopo principale la cura spirituale della popolazione, ma è soprattutto un nucleo di controllo di beni del principe salernitano in terre ricche, attraversate anche da un fitto reticolo viario.
Il complesso nacque come abbazia, successivamente diventò priorato e, infine, prepositura, ospitando monaci e contadini del luogo incaricati di coltivare le terre. Nel 1089 la cappella e le sue pertinenze vengono concesse ai monaci della SS. Trinità di Cava dal duca normanno Ruggero, donazione attestata dalla bolla pontificia di Urbano II che nomina il monastero di San Mattia fra le dipendenze dell’abbazia cavense. Nei secoli successivi, moltissime sono le donazioni di terre e di uomini fatte al monastero di San Mattia, ma solo nel XIII secolo esso inizia a godere di una certa autonomia organizzativa attraverso i suoi priori, primo fra tutti Giacomo, che amplia di molto i beni del monastero.
Nello stesso periodo, Federico II di Svevia decide che la domus imperiale di Battipaglia sia difesa dagli abitanti dei casali di Castelluccio, di San Mattia, del ponte Tusciano, di Santa Cecilia, di Olevano sul Tusciano, di Montecorvino e di Acerno. Fra il XIV e il XV secolo le rendite della chiesa di San Mattia vengono concesse in enfiteusi per due volte, mentre la cappella continua a rimanere nel patrimonio dell'Abbazia della SS. Trinità fino agli inizi del XIX secolo. Oggi è riconoscibile la pianta a tre navate e la decorazione ad affresco, riferibili all'XI secolo, all’interno dei resti in abbandono della struttura, frutto del rifacimento seicentesco.